# Bipede

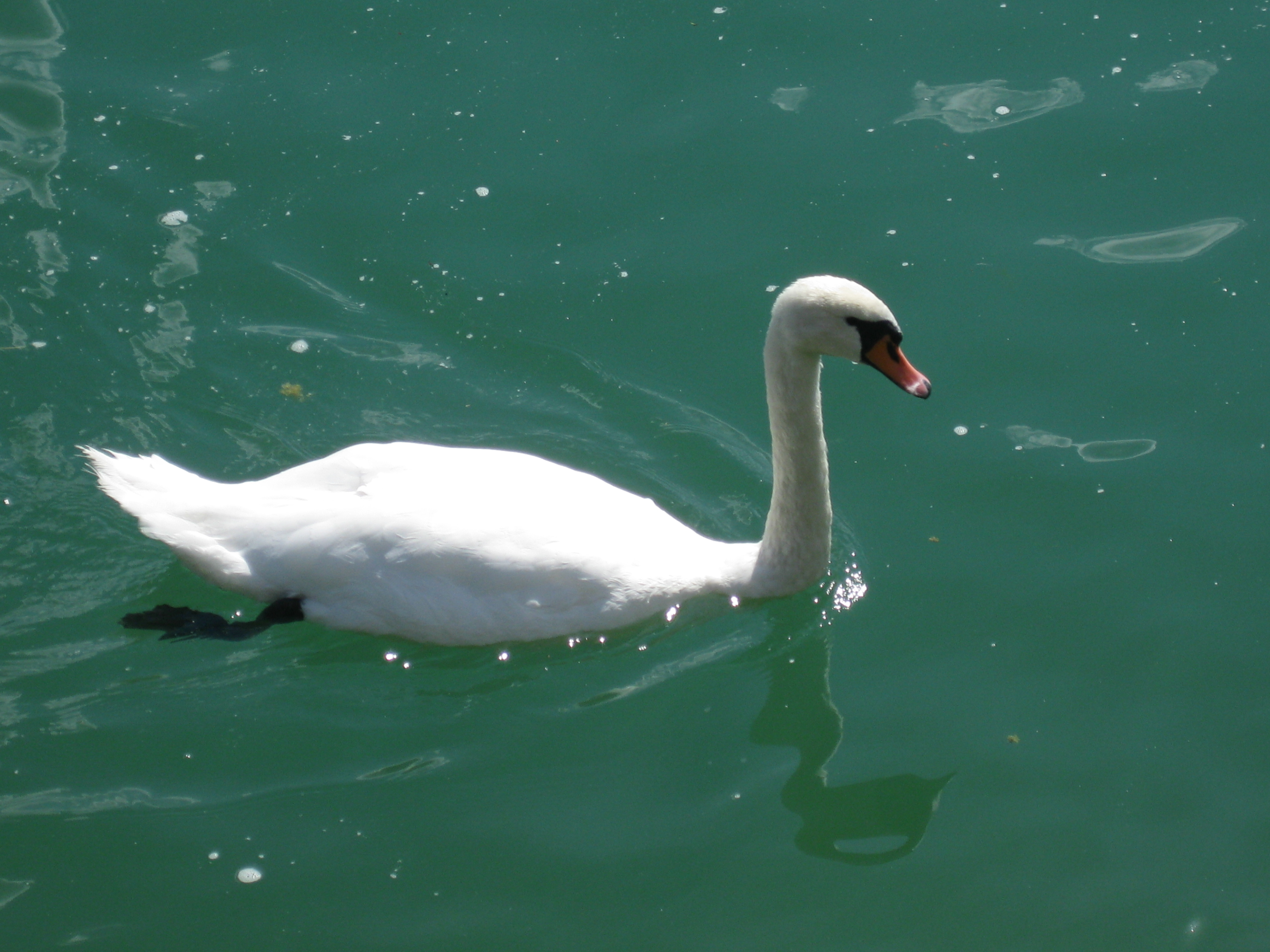
Un esempio di animale bipede: il Cigno

Un animale si definisce bipede (dal latino bipes, che ha due piedi) nel caso in cui utilizzi per muoversi prevalentemente i due arti inferiori. Si tratta di uno dei tratti comportamentali caratteristici dell'Homo sapiens e di tutti gli uccelli.

## Vantaggi
Il bipedismo, limitato o esclusivo, può offrire a una specie diversi vantaggi. Il bipedismo permette di alzare la testa; ciò consente un campo visivo più ampio con un migliore rilevamento di pericoli o risorse distanti, accesso ad acque più profonde per i trampolieri e consente agli animali di raggiungere fonti di cibo più elevate con la bocca. Mentre eretti, gli arti non locomotori diventano liberi per altri usi, tra cui la manipolazione (nei primati e nei roditori), il volo (negli uccelli), lo scavo (nel pangolino gigante), il combattimento (negli orsi, nelle grandi scimmie e nel grande varano) o la mimetizzazione.
La velocità massima del bipede appare più lenta della velocità massima del movimento quadrupede con una spina dorsale flessibile: sia lo struzzo che il canguro rosso possono raggiungere velocità di 70 km/h (43 mph), mentre il ghepardo può superare i 100 km/h (62 mph). Anche se all'inizio il bipedismo è più lento, su lunghe distanze, ha permesso agli esseri umani di superare la maggior parte degli altri animali secondo l'ipotesi della corsa di resistenza.

## Bipedismo facoltativo e obbligato
Gli zoologi spesso etichettano i comportamenti, incluso il bipedismo, come "facoltativi" o "obbligati" (quando l'animale non ha alternative ragionevoli). Anche questa distinzione non è del tutto chiara: ad esempio, gli esseri umani diversi dai bambini normalmente camminano e corrono in modo bipede, ma quasi tutti possono gattonare su mani e ginocchia quando necessario. Ci sono anche segnalazioni di esseri umani che normalmente camminano a quattro zampe con i piedi ma non le ginocchia per terra, ma questi casi sono il risultato di condizioni come la sindrome di Uner Tan e altre malattie neurologiche genetiche molto rare piuttosto che comportamenti normali.

## Movimento
Esistono numerosi stati di movimento comunemente associati al bipedismo:
1. In piedi. Rimanere fermi su entrambe le gambe. Nella maggior parte dei bipedi questo è un processo attivo, che richiede un costante aggiustamento dell'equilibrio.
2. Camminando. Un piede davanti all'altro, con almeno un piede per terra in ogni momento.
3. Correndo. Un piede davanti all'altro, con periodi in cui entrambi i piedi sono sollevati da terra.
4. Saltando. Muoversi con una serie di salti con entrambi i piedi che si muovono insieme.

## Evoluzione del bipedismo umano
Ci sono almeno dodici ipotesi distinte su come e perché il bipedismo si sia evoluto negli esseri umani, e anche qualche dibattito su quando ciò è accaduto. Il bipedismo si è evoluto ben prima del grande cervello umano o dello sviluppo degli strumenti di pietra. Le specializzazioni bipedi si trovano nei fossili di Australopithecus da 4,2 a 3,9 milioni di anni fa. Tuttavia, l'evoluzione del bipedismo è stata accompagnata da evoluzioni significative nella colonna vertebrale compreso il movimento in avanti nella posizione del forame magno, dove il midollo spinale lascia il cranio. Prove riguardanti il dimorfismo sessuale umano moderno (differenze fisiche tra maschio e femmina) nella colonna lombare è stato visto in primati premoderni come l'Australopithecus africanus. Questo dimorfismo è stato visto come un adattamento evolutivo delle femmine a sopportare meglio il carico lombare durante la gravidanza, un adattamento che i primati non bipedi non avrebbero bisogno di fare. L'adattamento del bipedismo avrebbe richiesto una minore stabilità della spalla, che ha permesso ad essa e agli altri arti di diventare più indipendenti l'uno dall'altro e di adattarsi a specifici comportamenti sospensivi. Oltre al cambiamento nella stabilità della spalla, il cambiamento della locomozione avrebbe aumentato la domanda di mobilità della spalla, che avrebbe spinto in avanti l'evoluzione del bipedismo. Le diverse ipotesi non si escludono necessariamente a vicenda e un certo numero di forze selettive potrebbero aver agito insieme per portare al bipedismo umano. È importante distinguere tra adattamenti per il bipedismo e adattamenti per la corsa, che sono venuti ancora più tardi.
La forma e la funzione della parte superiore del corpo degli esseri umani moderni sembrano essersi evolute dal vivere in un ambiente più boscoso. È stato anche proposto che, come alcune scimmie moderne, i primi ominidi fossero stati sottoposti a una fase di deambulazione prima di adattare gli arti posteriori al bipedismo pur mantenendo gli avambracci in grado di afferrare. Numerose cause dell'evoluzione del bipedismo umano riguardano la liberazione delle mani per il trasporto e l'uso degli strumenti, il dimorfismo sessuale nell'approvvigionamento, i cambiamenti climatici e ambientali (dalla giungla alla savana) che favoriva una posizione degli occhi più elevata e per ridurre la quantità di pelle esposta al sole tropicale. È possibile che il bipedismo abbia fornito una varietà di benefici alle specie di ominidi e gli scienziati hanno suggerito molteplici ragioni per l'evoluzione del bipedismo umano. C'è anche non solo la domanda sul perché i primi ominidi fossero parzialmente bipedi, ma anche perché gli ominidi divennero più bipedi nel tempo. Ad esempio, l'ipotesi dell'alimentazione posturale descrive come i primi ominidi divennero bipedi per il beneficio di raggiungere il cibo sugli alberi mentre la teoria basata sulla savana descrive come gli ultimi ominidi che iniziarono a stabilirsi sul terreno divennero sempre più bipedi.

### Fattori multipli
Napier (1964) ha affermato che è improbabile che un singolo fattore abbia guidato l'evoluzione del bipedismo. Ha infatti affermato "Sembra improbabile che un singolo fattore sia stato responsabile di un cambiamento così drammatico nel comportamento. Oltre ai vantaggi derivanti dalla capacità di trasportare oggetti - cibo o altro - il miglioramento del raggio visivo e la liberazione delle mani per scopi difensivi e offensivi possono ugualmente aver svolto la loro parte come catalizzatori". Sigmon (1971) ha dimostrato che gli scimpanzé esibiscono il bipedismo in contesti diversi e un singolo fattore dovrebbe essere utilizzato per spiegare il bipedismo: il preadattamento al bipedismo umano. Day (1986) ha sottolineato tre principali pressioni che hanno guidato l'evoluzione del bipedismo: acquisizione di cibo, evitamento dei predatori e successo riproduttivo. Ko (2015) ha affermato che ci sono due domande principali sul bipedismo:
1. Perché i primi ominidi erano parzialmente bipedi?
2. Perché gli ominidi sono diventati più bipedi nel tempo?
Ha affermato che è possibile rispondere a queste domande con una combinazione di teorie importanti come l'alimentazione posturale basata sulla savana e l'approvvigionamento.

### Teoria basata sulla savana

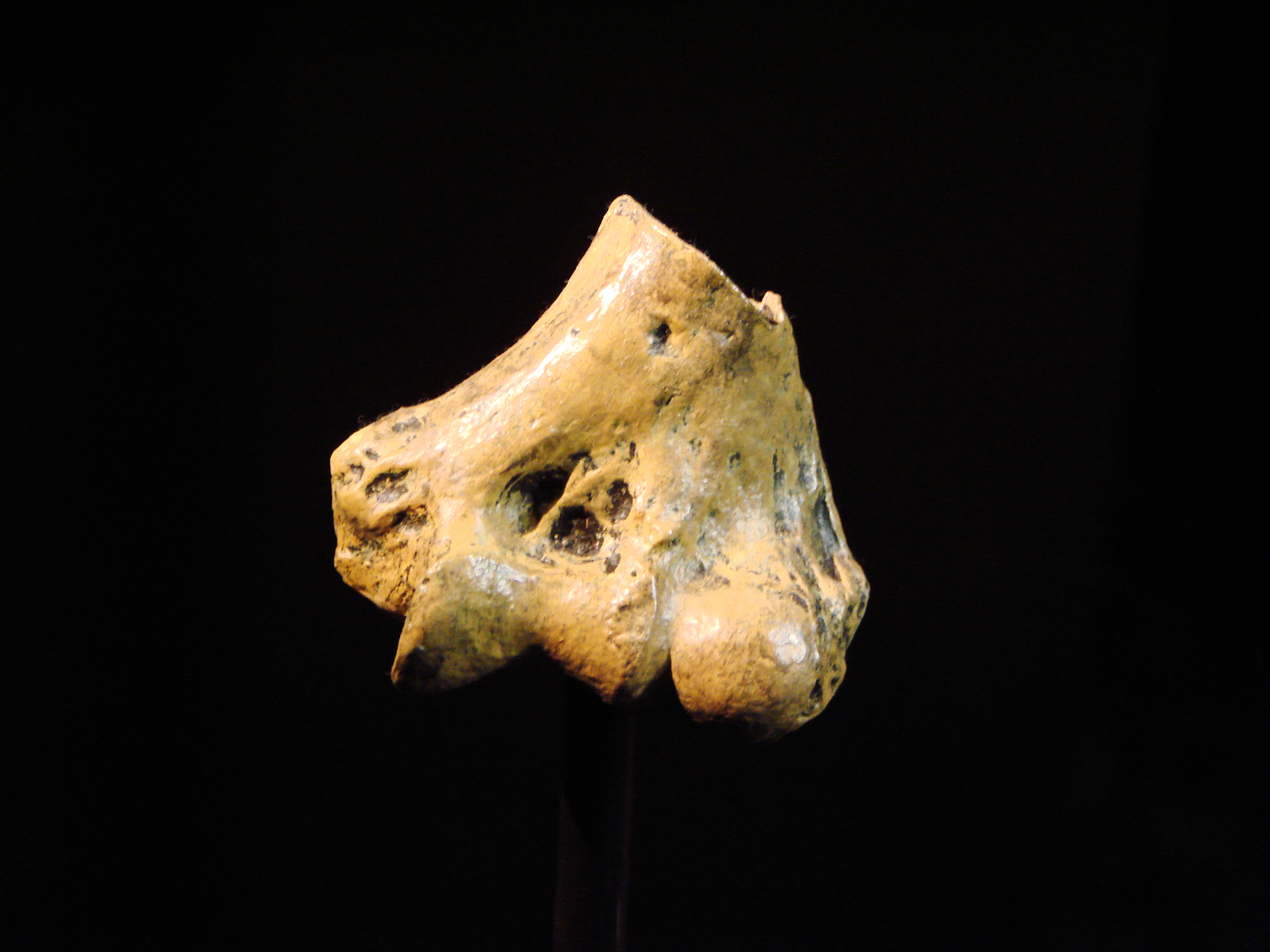
Fossile di Australopithecus anamensis

Secondo la teoria basata sulla savana, gli ominidi scesero dai rami dell'albero e si adattarono alla vita nella savana camminando eretti su due piedi. La teoria suggerisce che i primi ominidi furono costretti ad adattarsi alla locomozione bipede nella savana aperta dopo aver lasciato gli alberi. Uno dei meccanismi proposti era l'ipotesi della camminata con le nocche, che afferma che gli antenati umani usavano la locomozione quadrupede nella savana, come evidenziato dalle caratteristiche morfologiche trovate negli arti anteriori di Australopithecus anamensis e Australopithecus afarensis, e che è meno parsimonioso presumere che la camminata con le nocche si sia sviluppata due volte nei generi Pan e Gorilla invece di evolverlo una volta come sinapomorfia per Pan e Gorilla prima di perderlo nello stadio di Australopiteco. L'evoluzione di una postura ortograda sarebbe stata molto utile in una savana in quanto avrebbe consentito di guardare oltre l'erba alta per fare attenzione ai predatori, o cacciare terrestre e avvicinarsi di soppiatto alla preda. È stato anche suggerito in "The evolution of bipedality and loss of functional body hair in hominids" di PE Wheeler, che un possibile vantaggio del bipedismo nella savana fosse la riduzione della quantità di superficie corporea esposta al sole, aiutando regolare la temperatura corporea. Infatti, l'ipotesi dell'impulso di avvicendamento di Elizabeth Vrba supporta la teoria basata sulla savana spiegando il restringimento delle aree boschive a causa del riscaldamento e del raffreddamento globale, che ha costretto gli animali a uscire nelle praterie aperte e ha causato la necessità per gli ominidi di acquisire bipedità.
Altri ominidi di stato avevano già ottenuto l'adattamento bipede utilizzato nella savana. Le prove fossili rivelano che i primi ominidi bipedi erano ancora adattati per arrampicarsi sugli alberi quando camminavano anche eretti. È possibile che il bipedismo si sia evoluto negli alberi e sia stato successivamente applicato alla savana come tratto vestigiale. Gli esseri umani e gli oranghi sono entrambi unici per un adattamento reattivo bipede quando si arrampicano su rami sottili, in cui hanno una maggiore estensione dell'anca e del ginocchio in relazione al diametro del ramo, che può aumentare una gamma di alimentazione arborea e può essere attribuito a un'evoluzione convergente del bipedismo in evoluzione in ambienti arborei. I fossili di ominidi trovati negli ambienti delle praterie aride hanno portato gli antropologi a credere che gli ominidi vivessero, dormissero, camminassero eretti e morissero solo in quegli ambienti perché non sono stati trovati fossili di ominidi nelle aree boschive. Tuttavia, la fossilizzazione è un evento raro: le condizioni devono essere giuste affinché un organismo che muore si fossilizzi affinché qualcuno possa ritrovarlo in seguito, il che è anche un evento poco comune. Il fatto che non siano stati trovati fossili di ominidi nelle foreste non porta alla conclusione che nessun Homininae sia mai morto lì. La convenienza della teoria basata sulla savana ha fatto sì che questo punto fosse trascurato per oltre cento anni.
Alcuni dei fossili trovati in realtà mostravano che esisteva ancora un adattamento alla vita arborea. Ad esempio Lucy, il famoso Australopithecus afarensis, trovato ad Hadar in Etiopia, luogo che potrebbe essere stato boscoso al momento della morte di Lucy, aveva dita curve che le avrebbero comunque dato la capacità di afferrare i rami degli alberi, ma camminava in modo bipede. "Piccolo piede", un esemplare quasi completo di Australopithecus africanus, ha un alluce divergente così come la forza della caviglia per camminare in posizione eretta. "Little Foot" poteva afferrare le cose usando i suoi piedi come una scimmia, (e forse anche i rami degli alberi) ed era bipede. Il polline antico trovato nel suolo nei luoghi in cui sono stati trovati questi fossili suggerisce che l'area era molto più umida e ricoperta da una fitta vegetazione e solo di recente è diventata l'arido deserto che è in epoca moderna.

### Ipotesi dell'efficienza del viaggio
Una spiegazione alternativa è che la miscela di savana e foreste sparse ha aumentato i viaggi terrestri dei proto-umani tra i gruppi di alberi e il bipedismo ha offerto una maggiore efficienza per i viaggi a lunga distanza tra questi gruppi rispetto al quadrupedalismo. In un esperimento di monitoraggio del tasso metabolico degli scimpanzé tramite il consumo di ossigeno, è stato riscontrato che i costi energetici del quadrupede e del bipede erano molto simili, il che implica che questa transizione nei primi antenati simili a scimmie non sarebbe stata molto difficile o costosa dal punto di vista energetico. È probabile che questa maggiore efficienza di viaggio sia stata scelta per favorire il foraggiamento attraverso risorse ampiamente disperse.

### Ipotesi dell'alimentazione posturale
L'ipotesi dell'alimentazione posturale è stata supportata nel 1996 dal dottor Kevin Hunt, professore all'Università dell'Indiana. Questa ipotesi afferma che gli scimpanzé fossero bipedi solo quando mangiavano. Mentre erano a terra, si allungavano per raccogliere i frutti appesi a piccoli alberi e mentre erano sugli alberi, il bipedismo veniva usato per allungarsi per afferrare un ramo sopra la testa. Questi movimenti bipedi potrebbero essersi evoluti in abitudini regolari perché erano già convenienti per procurarsi il cibo. Inoltre, le ipotesi di Hunt affermano che questi movimenti si sono evoluti insieme al fatto che gli scimpanzé si appendevano ai rami per un braccio, poiché questo movimento era molto efficace ed efficiente nella raccolta del cibo. Quando si analizza l'anatomia fossile, Australopithecus afarensis ha caratteristiche della mano e della spalla molto simili allo scimpanzé, che indica lo sviluppo di braccia "pendenti". Inoltre, l'anca e l'arto posteriore dell'Australopithecus indicano molto chiaramente il bipedismo, ma questi fossili indicano anche un movimento locomotore molto inefficiente rispetto agli esseri umani. Per questo motivo, Hunt sostiene che il bipedismo si è evoluto più come una postura di alimentazione terrestre che come una postura per camminare.
In uno studio correlato condotto dall'Università di Birmingham, la professoressa Susannah Thorpe ha esaminato la grande scimmia più arborea, l'orango, che si aggrappava ai rami di sostegno per saltare tra rami troppo flessibili o altrimenti instabili. In oltre il 75% delle osservazioni, gli oranghi usavano gli arti anteriori per stabilizzarsi mentre si muovevano tra i rami più sottili. L'aumento della frammentazione delle foreste in cui risiedevano gli Australopithecus afarensis così come altri antenati degli esseri umani moderni e altre scimmie potrebbe aver contribuito a questo aumento del bipedismo per navigare nelle foreste in diminuzione. I risultati potrebbero anche far luce sulle discrepanze osservate nell'anatomia dell'Australopithecus afarensis, come l'articolazione della caviglia, che gli ha permesso di "oscillare" e arti anteriori lunghi e altamente flessibili. Se il bipedismo è iniziato dalla deambulazione eretta sugli alberi, potrebbe spiegare sia una maggiore flessibilità della caviglia che lunghi arti anteriori che si aggrappano ai rami.

### Modello di fornitura

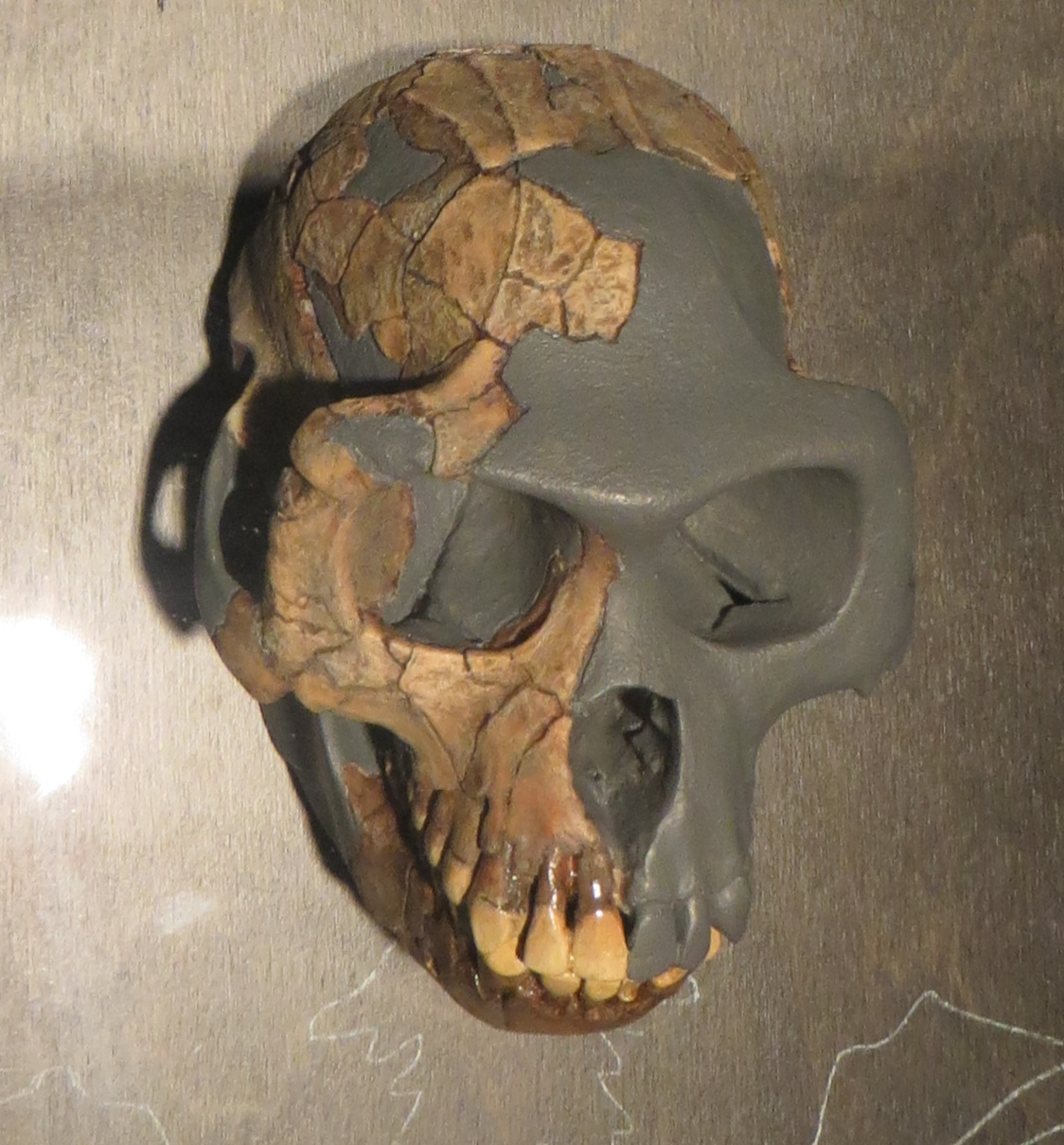
Fossile di Ardipithecus ramidus

Una teoria sull'origine del bipedismo è il modello comportamentale presentato da C. Owen Lovejoy, noto come "male provisioning". Lovejoy teorizza che l'evoluzione del bipedismo fosse legata alla monogamia. A fronte di lunghi intervalli tra le nascite e bassi tassi di riproduzione tipici delle scimmie, primi ominidi impegnati in un legame di coppia che ha consentito un maggiore sforzo dei genitori diretto all'allevamento della prole. Lovejoy propone che l'approvvigionamento di cibo da parte del maschio migliorerebbe la sopravvivenza della prole e aumenterebbe il tasso di riproduzione della coppia. Così il maschio lasciava la compagna e la prole per cercare cibo e tornava portando ciò che aveva trovato tra le braccia camminando sulle gambe. Questo modello è supportato dalla riduzione ("femminizzazione") dei canini maschili nei primi ominidi come Sahelanthropus tchadensis e Ardipithecus ramidus, che insieme al dimorfismo di dimensioni corporee ridotte in Ardipithecus e Australopithecus, suggerisce una riduzione del comportamento antagonista tra i maschi nei primi ominidi. Inoltre, questo modello è supportato da una serie di tratti umani moderni associati all'ovulazione nascosta (seno permanentemente ingrossato, mancanza di gonfiore sessuale) e alla bassa competizione spermatica (testicoli di dimensioni moderate).
Tuttavia, questo modello è stato dibattuto, poiché altri hanno sostenuto che i primi ominidi bipedi erano invece poligini. Tra la maggior parte dei primati monogami, maschi e femmine hanno all'incirca le stesse dimensioni. Il dimorfismo sessuale è minimo e altri studi hanno suggerito che i maschi di Australopithecus afarensis pesassero quasi il doppio delle femmine. Tuttavia, il modello di Lovejoy postula che la gamma più ampia che un maschio di approvvigionamento dovrebbe coprire (per evitare di competere con la femmina per le risorse che potrebbe ottenere da sola) selezionerebbe una maggiore dimensione corporea maschile per limitare il rischio di predazione. Inoltre, man mano che la specie diventava più bipede, piedi specializzati impedirebbero al bambino di aggrapparsi convenientemente alla madre, ostacolando la libertà della madre e quindi rendere lei e la sua progenie più dipendenti dalle risorse raccolte da altri. I moderni primati monogami come i gibboni tendono ad essere anche territoriali, ma le prove fossili indicano che l'Australopithecus afarensis viveva in grandi gruppi.

### Il primo bipedismo nel modello homininae
Danuvius guggenmosi, una scimmia antropomorfa vissuta in Germania 11,6 milioni di anni fa, potrebbe aver camminato in posizione eretta sugli alberi; non si conoscono tuttavia i suoi rapporti di parentela con gli ominidi. Studi su Ardipithecus ramidus (vissuto 4,4 milioni di anni fa) suggeriscono il bipedismo. È quindi possibile che il bipedismo si sia evoluto molto presto negli homininae e si sia ridotto negli scimpanzé e nei gorilla quando sono diventati più specializzati. Secondo Richard Dawkins nel suo libro "The Ancestor's Tale", scimpanzé e bonobo discendono da specie di tipo Australopithecus gracile mentre i gorilla discendono da Paranthropus. Queste scimmie potrebbero essere state bipedi, ma poi hanno perso questa capacità quando sono state costrette a tornare in un habitat arboreo, presumibilmente da quegli australopitechi dai quali alla fine si sono evoluti gli ominidi. I primi homininaes come l'Ardipithecus ramidus potrebbe aver posseduto un tipo arboreo di bipedismo che in seguito si è evoluto in modo indipendente verso il camminare sulle nocche negli scimpanzé e nei gorilla e verso un camminare e correre efficiente negli esseri umani moderni. Si suppone inoltre che una delle cause dell'estinzione di Neanderthal fosse una corsa meno efficiente.

### Modello aposematico
Joseph Jordania dell'Università di Melbourne nel 2011 ha suggerito che il bipedismo fosse uno degli elementi centrali della strategia di difesa generale dei primi ominidi, basata sull'aposematismo, o visualizzazione di avvertimento e intimidazione di potenziali predatori e concorrenti con segnali visivi e audio molto marcati. Secondo questo modello, gli ominidi cercavano di rimanere il più visibili e il più rumorosi possibile tutto il tempo. Per raggiungere questo obiettivo sono stati impiegati diversi sviluppi morfologici e comportamentali: postura bipede eretta, gambe più lunghe, capelli lunghi e ben arrotolati sulla sommità della testa, body painting, minacciosi movimenti del corpo sincroni, voce alta e canti/calpestio/tamburi ritmici estremamente alti su soggetti esterni. La lenta locomozione e il forte odore corporeo (caratteristiche sia degli ominidi che degli esseri umani) sono altre caratteristiche spesso utilizzate dalle specie aposematiche per diffondere la loro non redditività per potenziali predatori.

### Altri modelli comportamentali
Ci sono una varietà di idee che promuovono uno specifico cambiamento nel comportamento come motore chiave per l'evoluzione del bipedismo degli ominidi. Ad esempio, Wescott (1967) e successivamente Jablonski e Chaplin (1993) suggeriscono che le manifestazioni di minaccia bipede potrebbero essere state il comportamento di transizione che ha portato alcuni gruppi di scimmie a iniziare ad adottare posizioni bipedi più spesso. Altri (come Dart nel 1925) hanno proposto l'idea che la necessità di una maggiore vigilanza contro i predatori avrebbe potuto fornire la motivazione iniziale. Dawkins (2004) ha affermato che potrebbe essere iniziata come una sorta di moda che ha preso piede e poi si è intensificata attraverso la selezione sessuale. Ed è stato anche suggerito (ad esempio da Tanner nel 1981) che l'esibizione fallica maschile avrebbe potuto essere l'incentivo iniziale, così come un aumento dei segnali sessuali nella postura femminile eretta.

### Modello termoregolatorio
Il modello termoregolatorio che spiega l'origine del bipedismo è una delle teorie più semplici finora avanzate, ma è una spiegazione praticabile. Il Dr. Peter Wheeler, professore di biologia evolutiva, propone che il bipedismo aumenti la quantità di superficie corporea più in alto rispetto al suolo, il che si traduce in una riduzione del guadagno di calore e aiuta la dissipazione del calore stesso. Quando un ominide è più in alto rispetto al suolo, l'organismo accede a velocità e temperature del vento più favorevoli. Durante le stagioni calde, un maggiore flusso di vento si traduce in una maggiore perdita di calore, il che rende l'organismo più a suo agio. Inoltre, Wheeler spiega che una postura verticale riduce al minimo l'esposizione diretta al sole mentre il quadrupedalismo espone una parte maggiore del corpo all'esposizione diretta. Analisi e interpretazioni di Ardipithecus rivela che questa ipotesi necessita di modifiche per considerare che il preadattamento ambientale forestale e boschivo del bipedismo ominide allo stadio iniziale ha preceduto un ulteriore raffinamento del bipedismo dalla pressione della selezione naturale. Ciò ha quindi consentito uno sfruttamento più efficiente della nicchia ecologica delle condizioni più calde.

### Modelli di trasporto
Charles Darwin scrisse che "l'uomo non avrebbe potuto raggiungere la sua attuale posizione dominante nel mondo senza l'uso delle sue mani, che sono così mirabilmente adattate all'atto di obbedienza della sua volontà". Darwin (1871) e molti modelli sulle origini bipedi si basano su questa linea di pensiero. Gordon Hewes (1961) ha suggerito che il trasporto di carne "su distanze considerevoli" fosse il fattore chiave. Isaac (1978) e Sinclair (1986) ha offerto modifiche a questa idea, come in effetti ha fatto Lovejoy (1981) con il suo "modello di fornitura". Altri, come Nancy Tanner (1981), hanno suggerito che il trasporto dei bambini fosse la chiave, mentre altri ancora hanno suggerito che gli strumenti di pietra e le armi guidassero il cambiamento. Questa teoria degli strumenti di pietra è molto improbabile, poiché se gli antichi umani erano noti per cacciare, la scoperta di strumenti non è stata scoperta per migliaia di anni dopo l'origine del bipedismo, precludendo cronologicamente di essere una forza trainante dell'evoluzione.

### Modelli "wading"
L'osservazione che i grandi primati, comprese in particolare le grandi scimmie, che si muovono prevalentemente in modo quadrupede sulla terraferma, tendono a passare alla locomozione bipede in acque profonde fino alla cintola, ha portato all'idea che l'origine del bipedismo umano possa essere stata influenzata dagli ambienti acquatici. Questa idea, etichettata come "l'ipotesi del guado" (in inglese wading models), è stata originariamente suggerita dal biologo marino di Oxford Alister Hardy che ha detto: "Mi sembra probabile che l'uomo abbia imparato a stare eretto prima nell'acqua e poi, man mano che il suo equilibrio è migliorato, scoprì che era meglio allenato per stare in piedi sulla riva quando usciva, e anzi anche per correre". Fu poi promosso da Elaine Morgan, come parte del ipotesi della scimmia acquatica, che citava il bipedismo tra un gruppo di altri tratti umani unici tra i primati, tra cui il controllo volontario della respirazione, la calvizie e il grasso sottocutaneo. L'ipotesi della scimmia acquatica, come originariamente formulata, non è stata accettata né considerata una teoria seria all'interno della comunità scientifica antropologica. Altri, tuttavia, hanno cercato di promuovere il guado come fattore all'origine del bipedismo umano senza fare riferimento ad ulteriori fattori ("relativi alla scimmia acquatica"). Dal 2000 Carsten Niemitz ha pubblicato una serie di articoli e un libro su una variante dell'ipotesi del guado, che chiama "teoria generalista degli anfibi".
Sono state proposte altre teorie che suggeriscono che il guado e lo sfruttamento di fonti alimentari acquatiche (che forniscono nutrienti essenziali per l'evoluzione del cervello umano o cibi critici di riserva) potrebbero aver esercitato pressioni evolutive sugli antenati umani promuovendo adattamenti che in seguito hanno aiutato a tempo pieno bipedismo. Si è anche pensato che consistenti fonti di cibo a base d'acqua avessero sviluppato una dipendenza precoce dagli ominidi e facilitato la dispersione lungo mari e fiumi.

### Conseguenze
I reperti fossili preistorici mostrano che i primi ominidi svilupparono per la prima volta il bipedismo prima di essere seguito da un aumento delle dimensioni del cervello. Le conseguenze di questi due cambiamenti, in particolare, hanno provocato un travaglio doloroso e difficile. Questo fenomeno è comunemente noto come il dilemma ostetrico (un'ipotesi per spiegare perché gli esseri umani spesso richiedono l'assistenza di altri esseri umani durante il parto per evitare complicazioni, mentre la maggior parte dei primati non umani partorisce senza assistenza con relativamente poca difficoltà).
I primati non umani infatti partoriscono abitualmente i loro piccoli da soli, ma lo stesso non si può dire per gli esseri umani di oggi. La nascita isolata sembra essere rara ed evitata attivamente a livello interculturale, anche se i metodi di parto possono differire tra culture. Ciò è dovuto al fatto che il restringimento delle anche e il cambiamento dell'angolo pelvico hanno causato una discrepanza nel rapporto tra le dimensioni della testa e il canale del parto. Il risultato di ciò è che c'è una maggiore difficoltà nel parto per gli ominidi in generale, ancora maggiore se fatto da soli.

## Fisiologia
Il movimento bipede si verifica in diversi modi e richiede molti adattamenti meccanici e neurologici.

### Biomeccanica

#### In piedi
I mezzi efficienti dal punto di vista energetico per stare in piedi in modo bipede comportano un costante aggiustamento dell'equilibrio e, naturalmente, questi devono evitare una correzione eccessiva. Le difficoltà associate al semplice stare in piedi nell'uomo in posizione eretta sono evidenziate dal rischio di caduta notevolmente aumentato presente negli anziani.

#### Stabilità della spalla
La stabilità della spalla diminuì con l'evoluzione del bipedismo. La mobilità della spalla aumentò perché la necessità di una spalla stabile è presente solo negli habitat arborei. La mobilità della spalla sostiene i comportamenti di locomozione sospensivi che sono presenti nel bipedismo umano. Gli arti anteriori sono liberati dalle esigenze di carico, il che rende la spalla un luogo di prova per l'evoluzione del bipedismo.

#### Camminamento

Vista di profilo della colonna vertebrale umana

A differenza delle scimmie non umane che sono in grado di praticare il bipedismo come Pan e Gorilla, gli ominidi hanno la capacità di muoversi in modo bipede senza l'utilizzo di un'andatura ad anca piegata (BHBK), che richiede l'impegno sia dell'anca che le articolazioni del ginocchio. Questa capacità umana di camminare è resa possibile dalla curvatura spinale che gli umani hanno che le scimmie non umane non hanno. Piuttosto, il camminare è caratterizzato da un movimento a "pendolo invertito" in cui il baricentro scavalca una gamba rigida ad ogni passo. Le piattaforme di forza o piastre di forza o force platform (strumenti che misurano le forze di reazione al suolo generate da un corpo in piedi o in movimento su di esse, per quantificare l'equilibrio, l'andatura e altri parametri della biomeccanica) può essere utilizzato per quantificare l'energia cinetica e potenziale dell'intero corpo, con il camminare che mostra una relazione sfasata che indica lo scambio tra i due. Questo modello si applica a tutti gli organismi che camminano indipendentemente dal numero di gambe, e quindi la locomozione bipede non differisce in termini di cinetica del corpo intero.
Negli esseri umani, il camminare è composto da diversi processi separati:
- Volta su una gamba rigida
- Movimento balistico passivo della gamba oscillante
- Una breve "spinta" dalla caviglia prima dello stacco del piede, spingendo la gamba oscillante
- Rotazione dei fianchi attorno all'asse della colonna vertebrale, per aumentare la lunghezza del passo
- Rotazione delle anche attorno all'asse orizzontale per migliorare l'equilibrio durante l'appoggio

#### Corsa

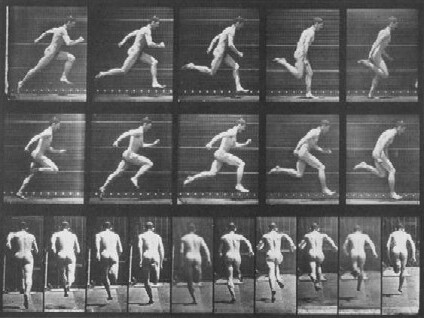
Un uomo che corre - Eadweard Muybridge

I primi ominidi subirono cambiamenti post-cranici per adattarsi meglio al bipedismo, in particolare alla corsa. Uno di questi cambiamenti è avere arti posteriori più lunghi proporzionati agli arti anteriori e ai loro effetti. Come accennato in precedenza, gli arti posteriori più lunghi aiutano nella termoregolazione riducendo la superficie totale esposta alla luce solare diretta e allo stesso tempo consentendo più spazio per i venti di raffreddamento. Inoltre, avere arti più lunghi è più efficiente dal punto di vista energetico, poiché gli arti più lunghi significano che lo sforzo muscolare complessivo è ridotto. Una migliore efficienza energetica, a sua volta, significa maggiore resistenza, in particolare quando si percorrono lunghe distanze.
La corsa è caratterizzata da un movimento di massa "a molla". L'energia cinetica e potenziale sono in fase e l'energia viene immagazzinata e rilasciata da un arto a molla durante il contatto del piede, ottenuta rispettivamente dall'arco plantare e dal tendine di Achille nel piede e nella gamba. Ancora una volta, la cinetica del corpo intero è simile a quella degli animali con più arti.

### Muscolo
Il bipedismo richiede muscoli delle gambe forti, in particolare nelle cosce. Contrasta nel pollame domestico le zampe ben muscolose, contro le ali piccole e ossute. Allo stesso modo negli esseri umani, i quadricipiti e i muscoli posteriori della coscia sono entrambi così cruciali per le attività bipedi che ciascuno da solo è molto più grande dei bicipiti ben sviluppati delle braccia. Oltre ai muscoli delle gambe, l'aumento delle dimensioni del grande gluteo nell'uomo è un adattamento importante in quanto fornisce supporto e stabilità al tronco e riduce la quantità di stress sulle articolazioni durante la corsa.

### Respirazione

Il sistema respiratorio umano, racchiuso dalla gabbia toracica

I quadrupedi, a differenza dei bipedi, non possono respirare mentre si muovono. Ciò è dovuto al fatto che l'impatto della propulsione stessa cade sui loro arti anteriori. La vicinanza del torace ai punti di impatto significa che i loro organi si colpirebbero l'un l'altro, il che non è sostenibile per la corsa. Pertanto, sono in grado di correre solo per brevi tratti prima di dover riposare. Gli esseri umani non hanno questa limitazione. A causa dell'uso della bipedità per la locomozione, l'impatto della corsa o della camminata non si sposta abbastanza lontano da urtare gli organi nella cavità toracica. Un bipede ha la capacità infatti di respirare durante la corsa. Durante uno sprint il sistema anaerobico entra in azione e la respirazione rallenta fino a quando il sistema anaerobico non è più in grado di sostenere uno sprint.
La respirazione attraverso la bipedità significa che c'è un migliore controllo del respiro nei bipedi, che può essere associato alla crescita del cervello. Il cervello moderno utilizza circa il 20% dell'energia immessa attraverso la respirazione e il cibo, al contrario di specie come gli scimpanzé che consumano il doppio dell'energia degli esseri umani per la stessa quantità di movimento. Questa energia in eccesso, che porta alla crescita del cervello, porta anche allo sviluppo della comunicazione verbale. Questo perché i muscoli associati alla respirazione possono essere manipolati per creare suoni. Ciò significa che l'inizio del bipedismo, che porta a una respirazione più efficiente, è la fonte del linguaggio verbale.

## Robot bipedi

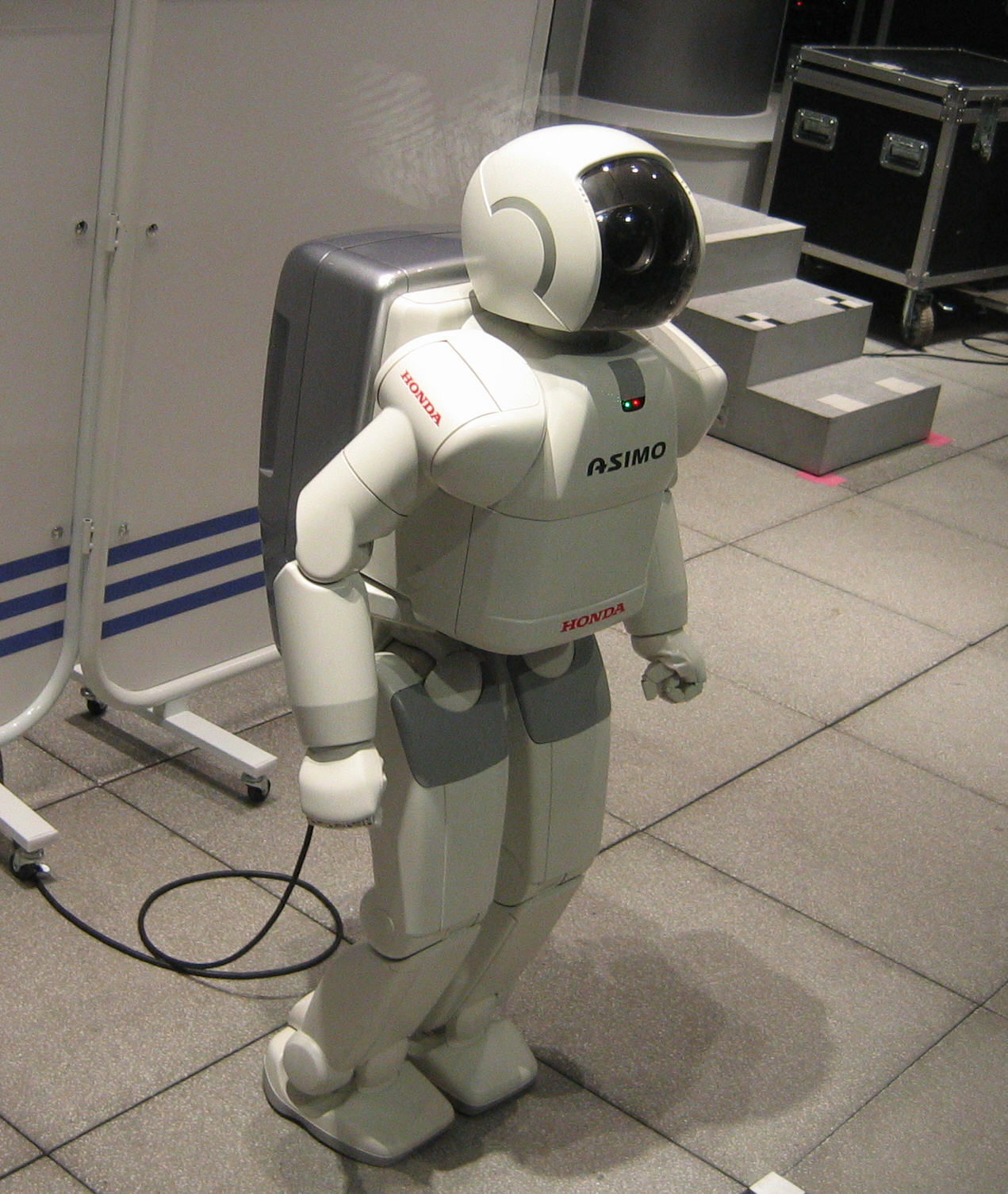
ASIMO, un robot bipede

Per quasi tutto il 20º secolo, i robot bipedi sono stati molto difficili da costruire e la locomozione dei robot coinvolgeva solo ruote, fili o più gambe. La moderna potenza di calcolo economica e compatta ha reso i robot a due gambe più fattibili. Alcuni robot bipedi degni di nota sono ASIMO, HUBO, HRP-4C, MABEL e QRIO. Spinti dal successo della creazione di un robot ambulante bipede completamente passivo e non alimentato, coloro che lavorano su tali macchine hanno iniziato a utilizzare i principi ricavati dallo studio della locomozione umana e animale, che spesso si basa su meccanismi passivi per ridurre al minimo la potenza consumo.
In particolare ASIMO, costruito dalla Honda e costantemente aggiornato, è considerato il robot più intelligente al mondo.

## Galleria d'immagini

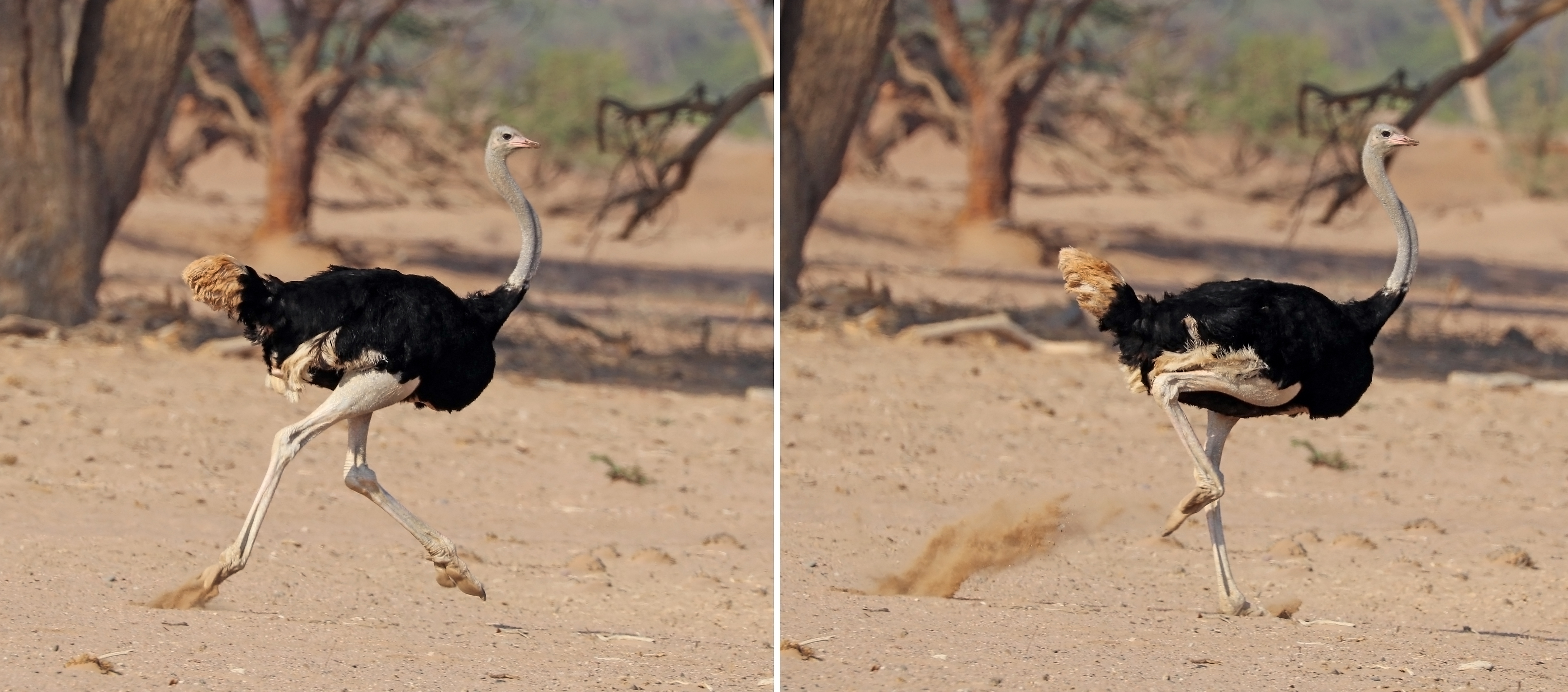
Uno struzzo, il bipede esistente più veloce (insieme al canguro rosso) che può arrivare a 70 km/h (43 mph)[69][70].
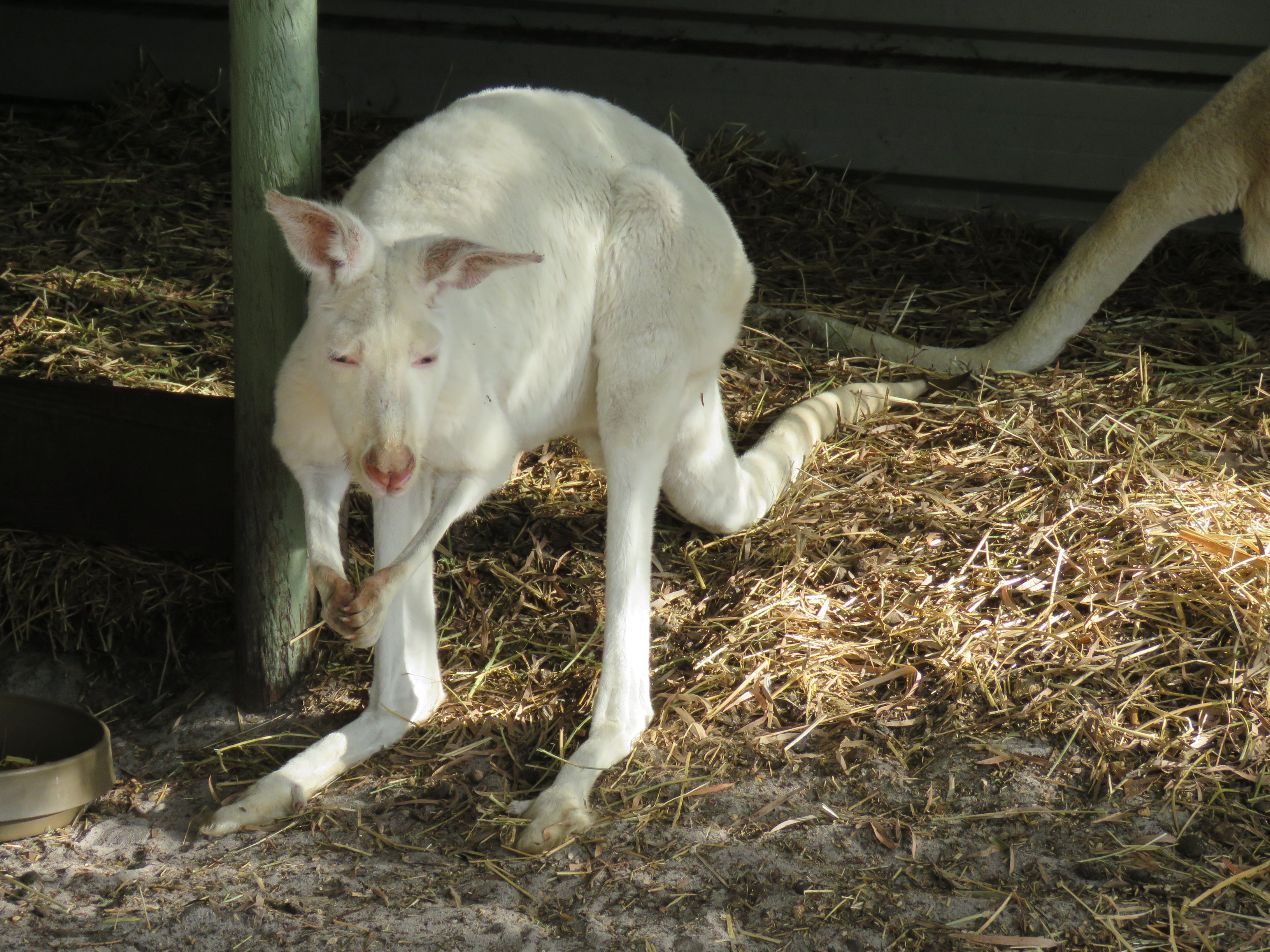
Canguro rosso
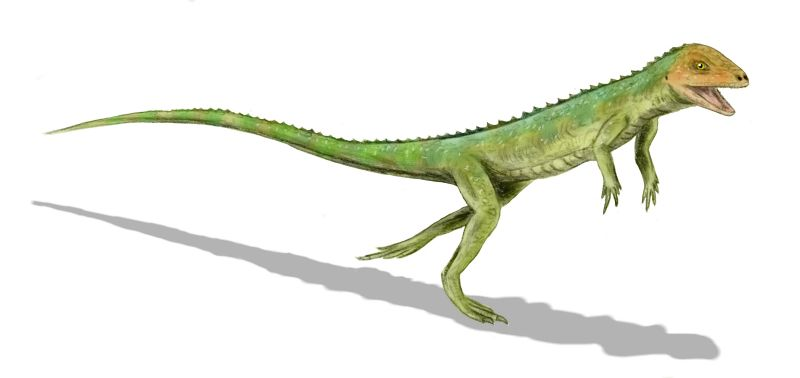
Eudibamus cursoris, primo rettile di cui si è scoperta la locomozione bipede
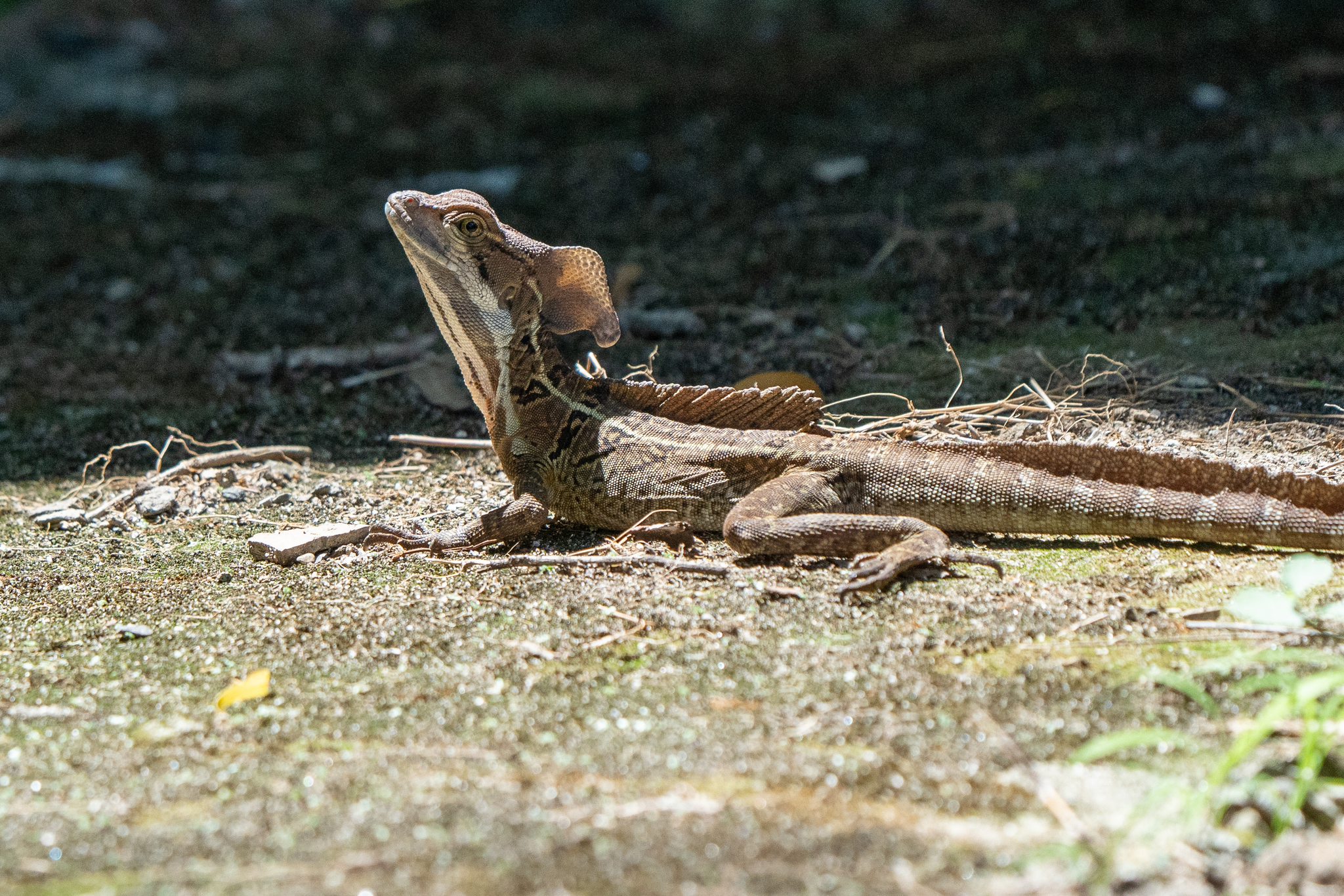
Basiliscus basiliscus
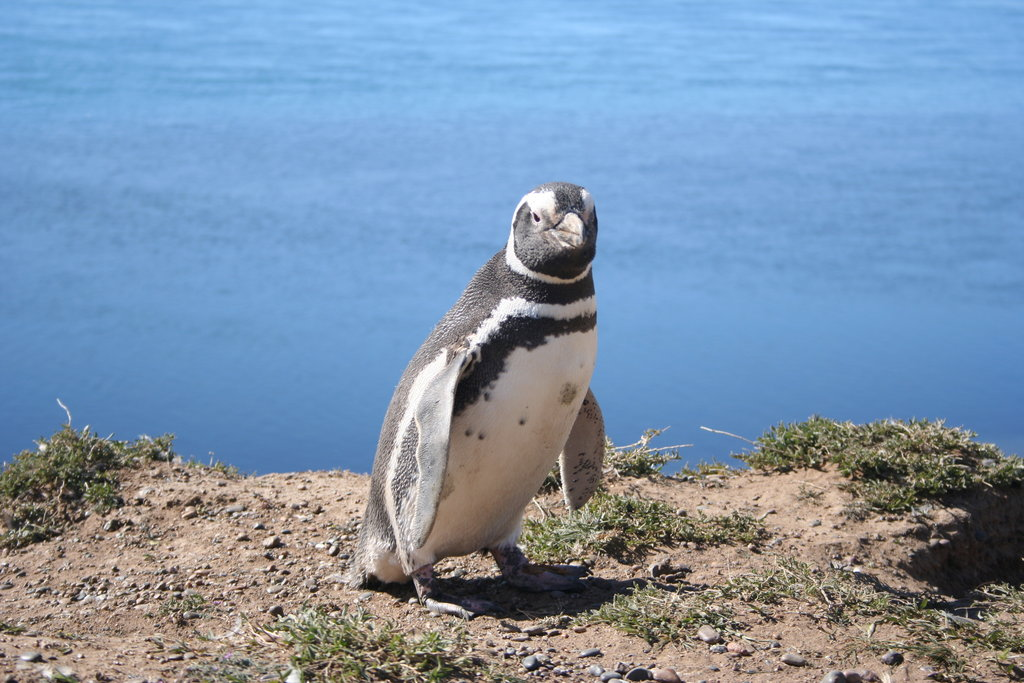
Spheniscus magellanicus
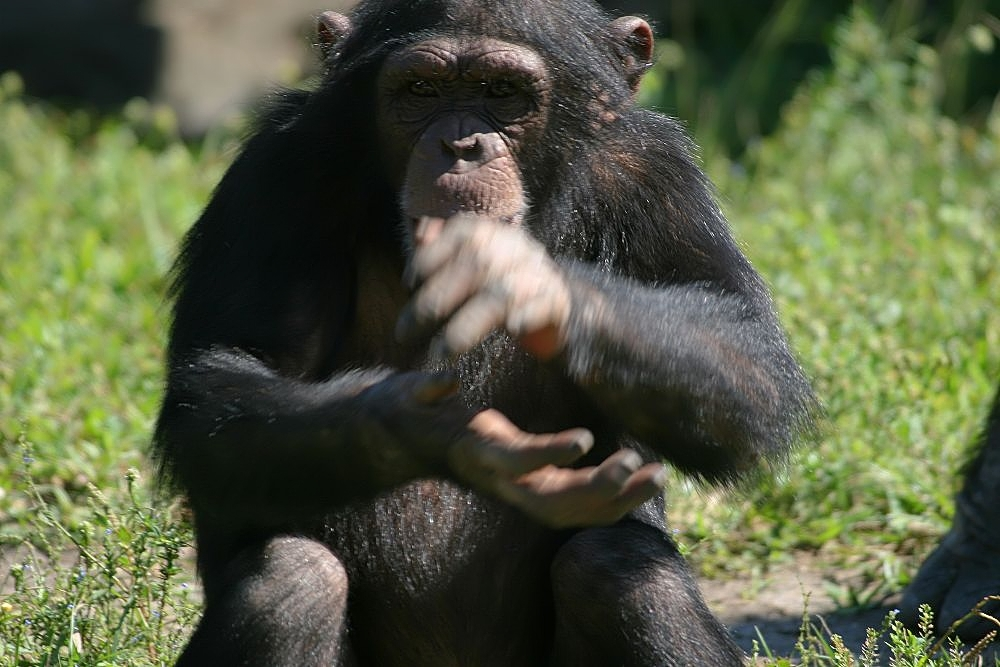
Scimpanzé
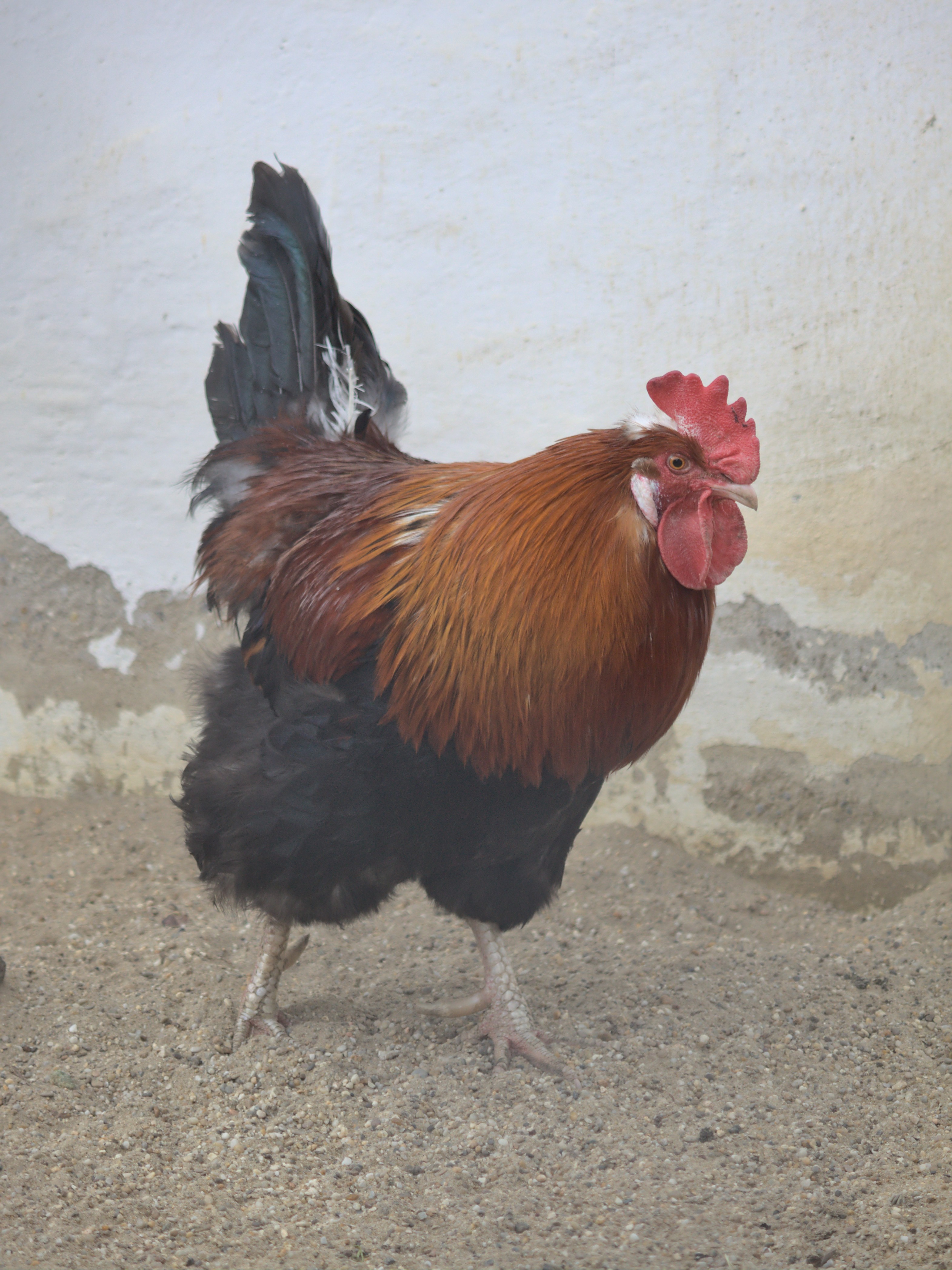
Gallina
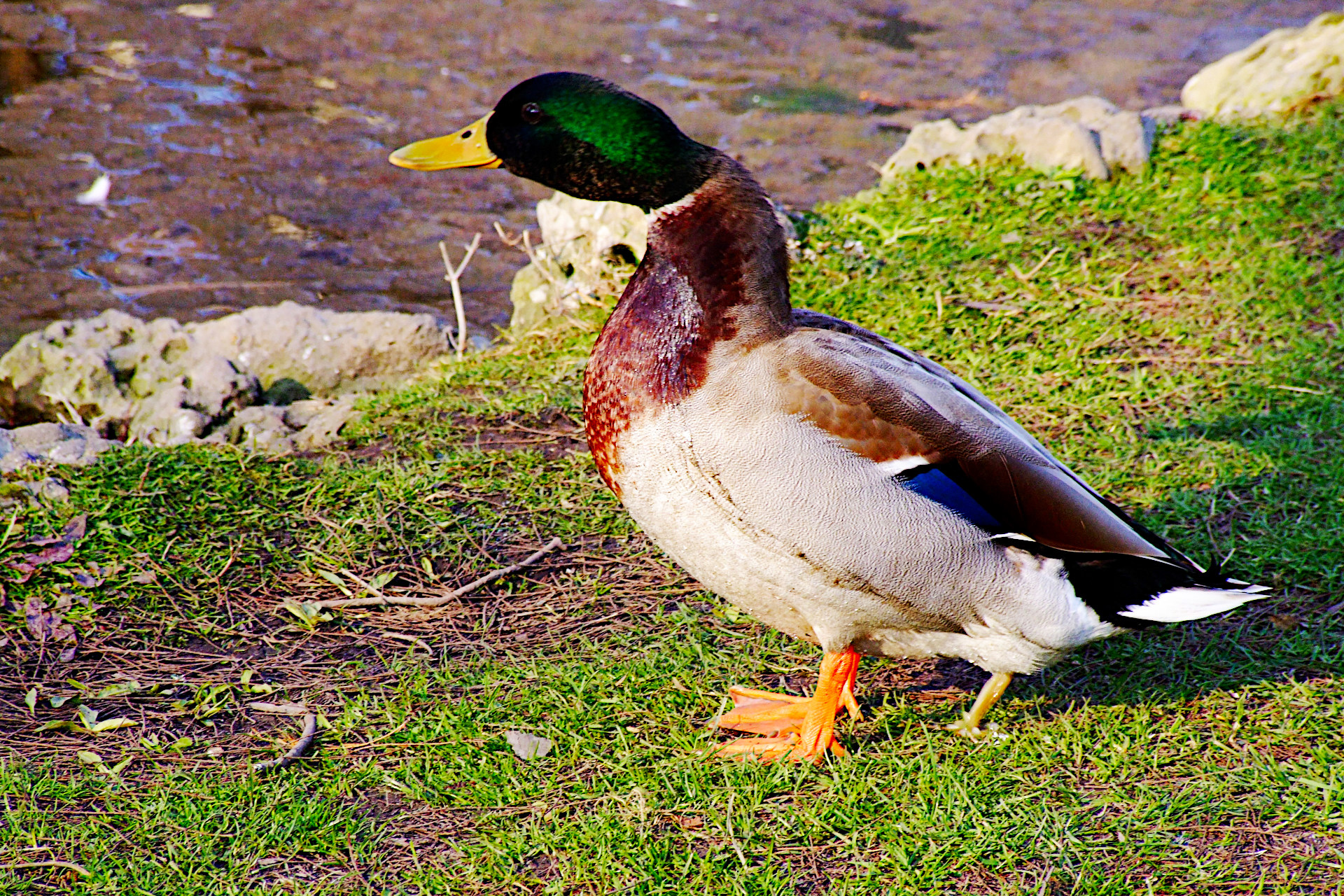
Anatra